# Heishansaurus
Heishansaurus pachycephalus is een plantenetende ornithischische dinosauriër, behorend tot de Ankylosauria, die tijdens het late Krijt leefde in het gebied van de huidige Volksrepubliek China.
In 1953 benoemde de Zweedse paleontoloog Anders Birger Bohlin de typesoort Heishansaurus pachycephalus. De geslachtsnaam verwijst naar de Heishan, het "Zwarte Gebergte". De soortaanduiding is afgeleid van het Oudgriekse παχύς, pachys, "dik", en κεφαλή, kephalè, "kop".
De soort is gebaseerd op wat schedelfragmenten waaronder een bovenkaaksbeen, losse tanden, wervels uit de nek, rug en staart, en osteodermen en stekels. Deze specimina hebben geen gepubliceerd inventarisnummer maar maakten kennelijk deel uit van de collectie van het Institute of Vertebrate Paleontology te Beijing. Ze zijn in 1930 door Bohlin, in het kader van de grote Zweeds-Chinese expeditie onder leiding van Sven Hedin, opgegraven bij Jalyuguan ("Chia-Yu-Kuan"), in het westen van de provincie Gansu, in een laag van de Minheformatie die dateert uit het Campanien. Tegenwoordig zijn ze zoek. Van één ruggenwervel is nog een gipsafgietsel over dat in het American Museum of Natural History bewaard wordt onder nummer AMNH 2062.
Bohlin meende in het materiaal een dik schedeldak ontdekt te hebben en plaatste de soort in de Pachycephalosauridae. Het gaat echter vermoedelijk om een osteoderm. De botten hebben over het algemeen de kenmerken van een lid van de Ankylosauria, meer in het bijzonder de Ankylosauridae. Wegens de slechte en fragmentarische toestand van het materiaal, waarover tegenwoordig alleen nog de tekeningen in de publicatie van Bohling informatie bieden, wordt de soort beschouwd als een nomen dubium. Het afgietsel van de wervel is niet te onderscheiden van Pinacosaurus. Tenzij men echter op grond van één afgietsel een identiteit aanneemt, kan Heishansaurus als nomen dubium niet als een formeel jonger synoniem van dat geslacht gelden.